# Kanton Montcuq
Der Kanton Montcuq war bis 2015 ein französischer Wahlkreis im Arrondissement Cahors, im Département Lot und in der Region Midi-Pyrénées; sein Hauptort war Montcuq, Vertreter im Generalrat des Départements war zuletzt von 1994 bis 2015, wiedergewählt 2008, Daniel Maury. 
Der Kanton war 222,30 km² groß und hatte 4621 Einwohner (Stand: 2012). 
Der Kanton umfasste die zur Départementsratswahl berechtigten Einwohner aus folgenden 16 Gemeinden:
| Gemeinde             | Einwohner Jahr | Fläche km² | Bevölkerungsdichte | Postleitzahl | Code INSEE |
| -------------------- | -------------- | ---------- | ------------------ | ------------ | ---------- |
| Bagat-en-Quercy      | 204 (2013)     | –          | – Einw./km²        | 46800        | 46014      |
| Belmontet            | 149 (2013)     | –          | – Einw./km²        | 46800        | 46025      |
| Le Boulvé            | 192 (2013)     | –          | – Einw./km²        | 46800        | 46033      |
| Fargues              | 153 (2013)     | –          | – Einw./km²        | 46800        | 46099      |
| Lascabanes           | 199 (2013)     | –          | – Einw./km²        | 46800        | 46158      |
| Lebreil              | 178 (2013)     | –          | – Einw./km²        | 46800        | 46166      |
| Montcuq              | 1241 (2013)    | –          | – Einw./km²        | 46800        | 46201      |
| Montlauzun           | 128 (2013)     | –          | – Einw./km²        | 46800        | 46206      |
| Sainte-Croix         | 70 (2013)      | –          | – Einw./km²        | 46800        | 46261      |
| Saint-Cyprien        | 287 (2013)     | –          | – Einw./km²        | 46800        | 46262      |
| Saint-Daunès         | 213 (2013)     | –          | – Einw./km²        | 46800        | 46263      |
| Saint-Laurent-Lolmie | 196 (2013)     | –          | – Einw./km²        | 46800        | 46274      |
| Saint-Matré          | 109 (2013)     | –          | – Einw./km²        | 46800        | 46278      |
| Saint-Pantaléon      | 264 (2013)     | –          | – Einw./km²        | 46800        | 46285      |
| Saux                 | 118 (2013)     | –          | – Einw./km²        | 46800        | 46300      |
| Valprionde           | 116 (2013)     | –          | – Einw./km²        | 46800        | 46326      |